# 막스와 고철장수
막스와 고철장수(Max Et Les Ferrailleurs, Max And The Junkmen)는 프랑스에서 제작된 끌로드 소떼 감독의 1971년 범죄, 드라마, 멜로/로맨스 영화이다. 미첼 피콜리 등이 주연으로 출연하였고 롤랜드 지라르 등이 제작에 참여하였다.

## 출연

### 주연
- 미첼 피콜리
- 로미 슈나이더

### 조연
- 조르주 윌송
- 베르나르 프레송
- 프랑수아 페리어
- 미셀 크레톤
- 알랑 그렐리어
- 모리스 오젤
- 로버트 파바트
- 도미니크 자르디
- 앨버트 오기에
- 버나드 무슨

## 제작진
- 의상: 타니네 오트레
- 의상: 자크 코틴